# Harald Moltke
Harald Viggo Moltke, född 14 december 1871 i Helsingör, död 24 juni 1960, var en dansk greve, konstnär och polarfarare.
Moltke studerade vid Det Kongelige Danske Kunstakademi 1889—1893, deltog i flera arktiska expeditioner och höll utställningar på Charlottenborg från 1894. Han målade figurbilder och porträtt samt landskap, i vilka han var en av de första som återgav norrskensfenomen. 1906 utgav han (tillsammans med Ludvig Mylius-Erichsen) Grønland efter att ha genomfört den "litterära" Grönlandsexpeditionen 1902-1904 längs Grönlands västkust tillsammans med denne samt 1936 självbiografin Livsrejsen.

## Utmärkelser
- Riddare av Dannebrogorden,  1921[9]
- Dannebrogsmännens hederstecken,  1941[9]

[Redigera Wikidata]